# W. A. Salter Motor Company
W. A. Salter Motor Company war ein US-amerikanischer Hersteller von Automobilen.

## Unternehmensgeschichte
William Salter gründete das Unternehmen im September 1909. Der Sitz war in Kansas City in Missouri. Er begann mit der Produktion von Automobilen. Der Markenname lautete Salter. 1915 endete die Produktion.
Salter betrieb danach eine mechanische Werkstätte.

## Fahrzeuge
Im Angebot stand nur ein Modell. Es hatte einen Vierzylindermotor mit 120,65 mm Bohrung, 139,7 mm Hub und 6388 cm³ Hubraum. Der Motor war mit 30 PS Leistung angegeben. Ungewöhnlich war ein Zweigang-Planetengetriebe ohne Rückwärtsgang. Eine besondere Vorrichtung an der Hinterachse ermöglichte trotzdem das Rückwärtsfahren.
Das Fahrgestell hatte 279 cm Radstand. Zur Wahl standen ein zweisitziger Roadster für 1700 US-Dollar und ein fünfsitziger Tourenwagen für 1750 Dollar.